# Tatort: Der letzte Patient
Der letzte Patient ist ein vom NDR produzierter Fernsehfilm aus der Krimireihe Tatort, der am 31. Oktober 2010 auf Das Erste erstgesendet wurde. Es handelt sich um die 778. Folge der Fernsehreihe. Für die in Hannover und Umgebung ermittelnde Hauptkommissarin Charlotte Lindholm (Maria Furtwängler) vom LKA Hannover ist es ihr 17. Fall. Thematisiert wird das Schicksal benachteiligter Kinder, die in Pflegefamilien vermittelt werden, wo ihnen wiederum wehgetan wird. Die korrupte und menschenverachtende Vorgehensweise eines Sozialarbeiters im Zusammenspiel mit den Pflegeeltern macht den Fall für die Kommissarin zusätzlich fast unerträglich. Für Lindholm erschwerend kommt hinzu, dass ihr Mitbewohner Martin Felser ohne Ankündigung aus der gemeinsamen Wohnung ausgezogen ist.

## Handlung
Kriminalhauptkommissarin Charlotte Lindholm wird von ihrem Chef, Kriminaldirektor Stefan Bitomsky, mit dem Fall Dr. Silke Tannenberg betraut, in deren Praxisräumen Feuer gelegt wurde, bei dem die Ärztin für Allgemeinmedizin ums Leben kam. Wie Lindholm erst einige Zeit später erfährt, hatte Bitomsky ein lockeres Verhältnis mit Dr. Tannenberg. Die Medizinerin hatte Bitomsky auf seiner Mailbox eine Nachricht hinterlassen, in der sie dringend um Rückruf gebeten hatte. Gegenüber Lindholm äußert Bitomsky, dass er die Nachricht gelöscht habe, da er ja nicht habe ahnen können, dass sie Wichtigkeit erlangen werde. Kennengelernt habe er Tannenberg beim Squash, als sie ihm wegen eines Bandscheibenvorfalls geholfen habe. Als Lindholm ihn nach dem genauen Wortlaut des Anrufs fragt, reagiert er gereizt. Er wäre zur Tatzeit zu Hause gewesen und habe Musik gehört, damit das ein für alle Mal klar sei. Seine Frau könne das bestätigen. Als Lindholm erwidert, dass sie das doch gar nicht habe wissen wollen, entgegnet er, doch genau, das habe sie wissen wollen. In einem späteren Gespräch versucht Bitomsky sich und seine Beziehung zu Tannenberg vor Lindholm zu rechtfertigen. Er liebe seine Frau, er habe nicht gewusst, dass es so etwas geben könne, aber Silke sei dagewesen, habe zugehört, wäre auf eine besondere Art geduldig gewesen.
Auf Wunsch Bitomskys wird das LKA in den Fall involviert, der von Kriminaloberkommissarin Anja Dambeck bearbeitet wird. Erste Ermittlungen ergeben, dass Tannenberg sich immer wieder selbst aufgenommen hat. Sie hatte Videotagebücher angelegt, in denen sie der Kamera alles erzählte, was sie bewegte. Eine Spur führt zu dem Architekten Jörg Sallwitz. Er erzählt, dass er ihre Geduld bewundert habe, sie habe einfach zugehört, dadurch seien sie ins Gespräch gekommen und diese Gespräche hätten sie in der Folgezeit regelmäßig fortgesetzt. Aufgehört hätten sie, weil Tannenberg dann mehr gewollt habe.
Nachdem Lindholm schon die Bekanntschaft mit Tim König gemacht hatte, als sie ihm half, als Jugendliche sein Fahrrad umgetreten hatten, begegnet sie ihm erneut vor der Praxis von Silke Tannenberg, vor der er ein Licht entzündet hat. Die Kommissarin nimmt den leicht zurückgebliebenen Jugendlichen mit zu sich nach Hause, als ihr klar wird, dass er vor dem Haus auf der Straße schlafen wollte. Tim äußert, dass er auf keinen Fall zurück nach Hause wolle. Später zeigt er ihr, dass die Frau Doktor ihn gestreichelt habe. Als Lindholm sich weitere Video-Tagebuchaufzeichnungen auf ihrem Laptop ansieht, reagiert Tim emotional darauf. Ihre Frage, warum er bei der Ärztin gewesen sei, kann er nicht beantworten. Etwas später kommt es zu einem dramatischen Zwischenfall, weil Tim auf dem Boden im Kinderzimmer ein Feuer angezündet hat. Charlotte reagiert aus Sorge um ihren Sohn heftig und schreit Tim an, der daraufhin davonläuft. Sie versucht ihm zu folgen, wird aber daran gehindert, weil David plötzlich auf der Straße steht, der seiner Mama hinterhergelaufen ist, und beinahe von einem Auto erfasst wird. Zur etwa selben Zeit steigt Tim auf Zuruf, nachdem er erst nicht will und meint, dass er nun keine Anweisungen mehr befolgen müsse, da er jetzt eine Freundin bei der Polizei habe, doch in ein Auto ein, das mit ihm davonfährt.
Wie die Ermittlungen ergeben, lebt Tim in einer Pflegefamilie, bei den Vollmers, die vier Kinder in unbefristeter Vollzeitpflege haben. Der Sozialarbeiter Werner Selzer vom Jugendamt erzählt Lindholm, dass Tims leibliche Eltern beide Alkoholiker seien. Als Tim kurz darauf erschlagen auf einer Müllhalde aufgefunden wird, macht die Kommissarin sich bittere Vorwürfe. Der Junge sei tot, weil er den Täter oder etwas gesehen habe, was er nicht habe sehen dürfen und nun liege er hier, nur weil sie nicht hinterhergekommen sei. Tränen steigen ihr in die Augen. Die Kommissarin ist sich sicher, dass Tim erschlagen wurde, weil er den Mord an Frau Dr. Tannenberg gesehen habe. Silke Tannenberg starb durch einen Genickbruch.
Bei einer erneuten Vernehmung von Sallwitz stellt sich heraus, dass er Selzer vom Jugendamt kennt. Er erklärt, dass Tim bei ihm und weiteren Familien geputzt habe, das Geld dafür habe der Pflegevater bekommen, dabei verweist er auf den Rentner Ewald Klausner. Lindholm findet heraus, dass Tim von beiden Männern sexuell belästigt worden ist und sie sich ihm nackt genähert haben. Klausner meint lapidar, Tim habe doch nein sagen können. Der Kommissarin ist nun auch klar, was Tim damit meinte, er habe Anweisungen befolgen müssen. Sein Pflegevater hat ihn vermarktet. Eine Obduktion Tims ergibt, dass er über längere Zeit misshandelt worden ist, an seinem Körper finden sich Bissmarken, Abdrücke von Gürtelschnallen und Penetration im Afterbereich. Von Sallwitz erfährt Lindholm, dass er mit Tim zu Frau Dr. Tannenberg gegangen ist, weil er am Körper des Jungen Misshandlungen festgestellt habe. Tim habe ihm erzählt, dass er wieder ins Heim müsse, wenn er Anweisungen nicht befolge und dass er darüber eigentlich nicht reden dürfe. Sallwitz gibt zu, dass er die Körper von Jungen liebe, Selzer habe ihm nicht nur Tim, sondern auch andere Jungen angeboten. Wie sich weiter herausstellt, wusste Vollmer, dass seine Pflegesöhne missbraucht worden sind, zog aber zu seiner Rechtfertigung heran, dass wegen seiner Arbeitslosigkeit halt alle hätten fürs Familieneinkommen sorgen müssen. Tim habe sich insoweit verpflichtet gefühlt. Vollmer will mit seiner Familie Selbstmord begehen, was aber verhindert werden kann. Auf die Frage Lindholms an Fabian, Tims Pflegebruder, warum sie sich nicht gewehrt hätten, bringt er nur hervor: „Was wissen Sie denn, das ist doch alles besser, als ins Heim zu kommen.“ Fabian gibt zu, dass Dr. Tannenberg, nachdem sie Tims Misshandlungen gesehen habe, zum Jugendamt habe gehen wollen. Er habe ihre Praxis zusammen mit seinem Pflegevater angezündet, weil sie das hätten verhindern wollen. Die Ärztin sei gestürzt und tot gewesen. Tim hätten sie aber nie etwas antun können.
Tim wurde von Selzer an der Bushaltestelle, wo er sich gern aufhielt, abgefangen und getötet. Als Lindholm ihm droht, dass sie dafür sorgen werde, dass jeder im Gefängnis erfahren werde, dass er ein Kinderschänder sei, verliert Selzer die Fassung und betitelt sie als „blöde Schlampe“. Daraufhin geht ihn die Kommissarin, deren Nerven ohnehin schon bis zum Zerreißen gespannt sind, hart an.

## Produktion und Hintergrund
Die Folge wurde vom 5. Mai bis 4. Juni 2010 in Hannover und der näheren Umgebung unter dem Arbeitstitel Schrei nicht! gedreht.
Privates: In dieser Folge stellt Charlotte, nachdem sie mit David ihre Mutter besucht hat, bei ihrer Rückkehr fest, dass ihr Mitbewohner und Freund Martin sein Zimmer leergeräumt hat und weg ist. Auf dem Tisch liegt ein Brief für sie. Als sie seine Nummer wählt, erreicht sie nur seine Mailbox. Sie reagiert darauf zornig und trotzig zugleich. Nachdem ihr Sohn ihr nachgelaufen ist und auf der Straße in Gefahr gerät, lastet sie auch das Martin an, denn wäre er dagewesen, wäre das nicht passiert – so ihre Logik. Als sie mit ihrer Mutter darüber spricht, stellt diese sich zu Charlottes Missfallen ganz klar auf Martins Seite und gibt ihr mit auf den Weg, dass Martin viel zu lange nur an sie gedacht habe. Am Ende des Falls spricht Charlotte tieftraurig auf Martins Mailbox und zieht das Fazit: „Ich war dir keine gute Freundin, es tut mir leid!“
Wiederholt fühlt sich die Kommissarin von der in den Fall involvierten Oberkommissarin Anja Dambeck, die Berufstätigkeit, Kindererziehung und Haushalt sowie eine funktionierende Beziehung scheinbar mühelos unter einen Hut bekommt, genervt.

## Rezeption

### Einschaltquoten
Der Film konnte bei der Erstausstrahlung am 31. Oktober 2010 8,79 Mio. Zuschauer verzeichnen, was einem Marktanteil von 25,1 Prozent entsprach.

### Kritik
Das Programmmagazin Gong sprach von einem „düster und wendungsreich inszeniert[en]“ Film und gab fünf von sechs Punkten, was der Wertung „sehr gut“ entspricht. Das Programmmagazin Hörzu dagegen befand, dass die Geschichte „verworren“ sei und sprach von einem „annehmbar[en]“ Film. TV Spielfilm gab für Anspruch und Action je einen von drei Punkten, für Spannung zwei, zeigte mit dem Daumen nach oben und urteilte, „nach seichtem Einstieg taucht der Krimi in spannende, düstere Tiefen“. Das Fazit lautete: „Diesmal weniger skurril, dafür echt packend“.
Die WAZ stellte darauf ab, dass Lindholms Mitbewohner Martin sie verlassen habe und sprach davon, dass „Lindholm ziemlich verloren [dastehe], als Einzelkämpferin und alleinerziehende Mutter.“ […] ‚Der letzte Patient‘ sei ein „emotional aufwühlender Tatort, der gleich auf mehreren erzählerischen Ebenen funktionier[e]. Und da Lindholm bei alldem sehnlichst, aber vergeblich auf die Rückkehr ihres Mitbewohners warte[], [sei] Martin Felser alias Ingo Naujoks trotz vollständiger Abwesenheit erstaunlicherweise so präsent wie selten zuvor.“
Niels Kruse von Stern.de sprach davon, dass da „zuerst nur verschiedene Wege, seine Kinder zu erziehen“ seien und dass Charlotte Lindholm in dieser Folge in das Elend Kindesmissbrauch eintauche, was eine „äußerst mühselige und zähe Reise“ sei. […] Der Regisseur Friedemann Fromm „tu[e] sich schwer, zu seinem eigentlichen Thema zu kommen, dem Kindesmissbrauch. […] Das eigentliche Drama aber entfalte[t] sich erst sehr spät, sehr zäh - und wirk[e] zudem konstruiert.“